# FK Benkovski Bjala
FK Benkovski Bjala (Bulgaars: ФК Бенковски Бяла) is een Bulgaarse betaaldvoetbalclub uit de stad Bjala, opgericht in 1931. De club speelde van 2006 tot 2021 voornamelijk in de Treta Liga (derde klasse). 